# 1904 w polityce

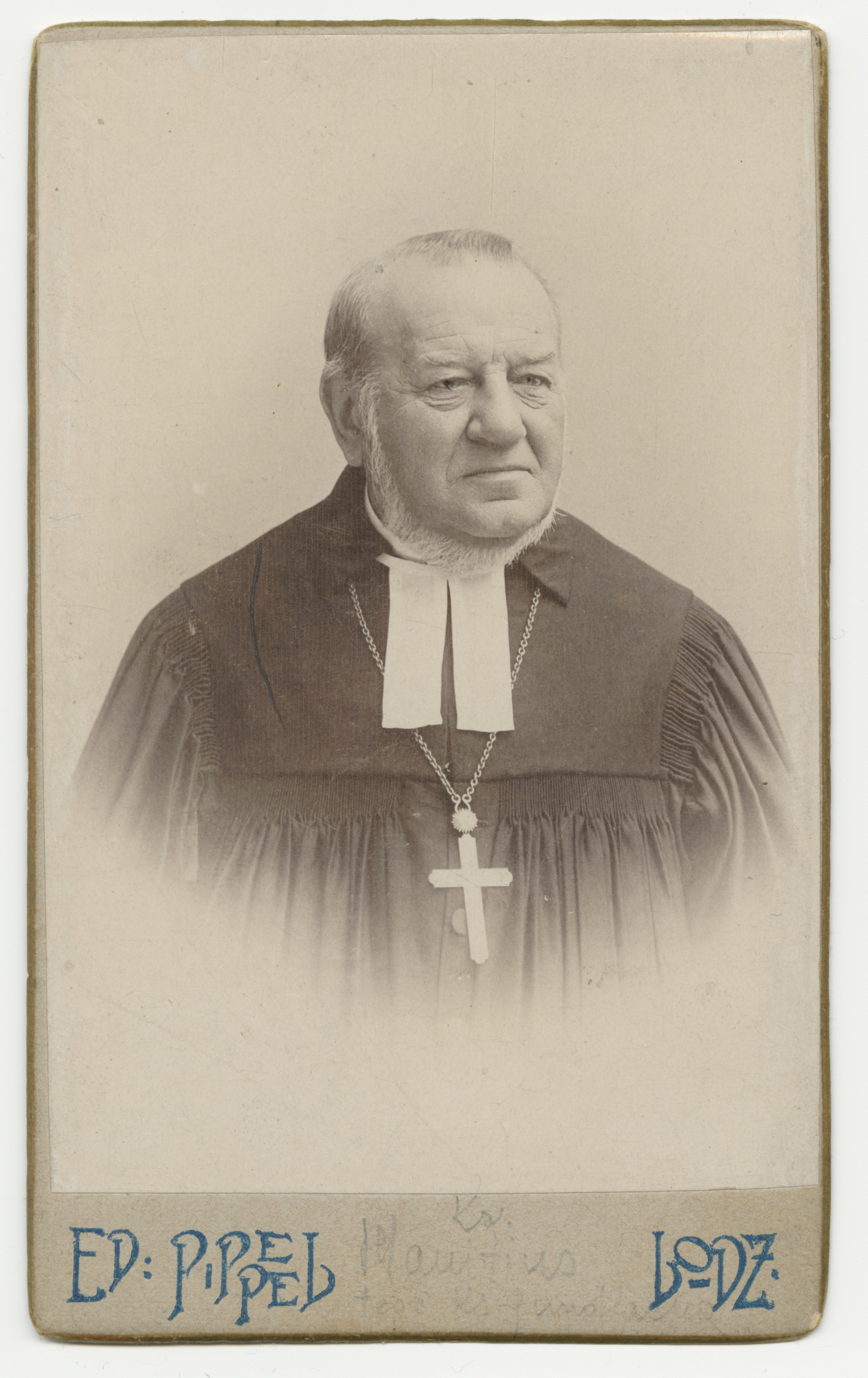
Karol Gustaw Manitius

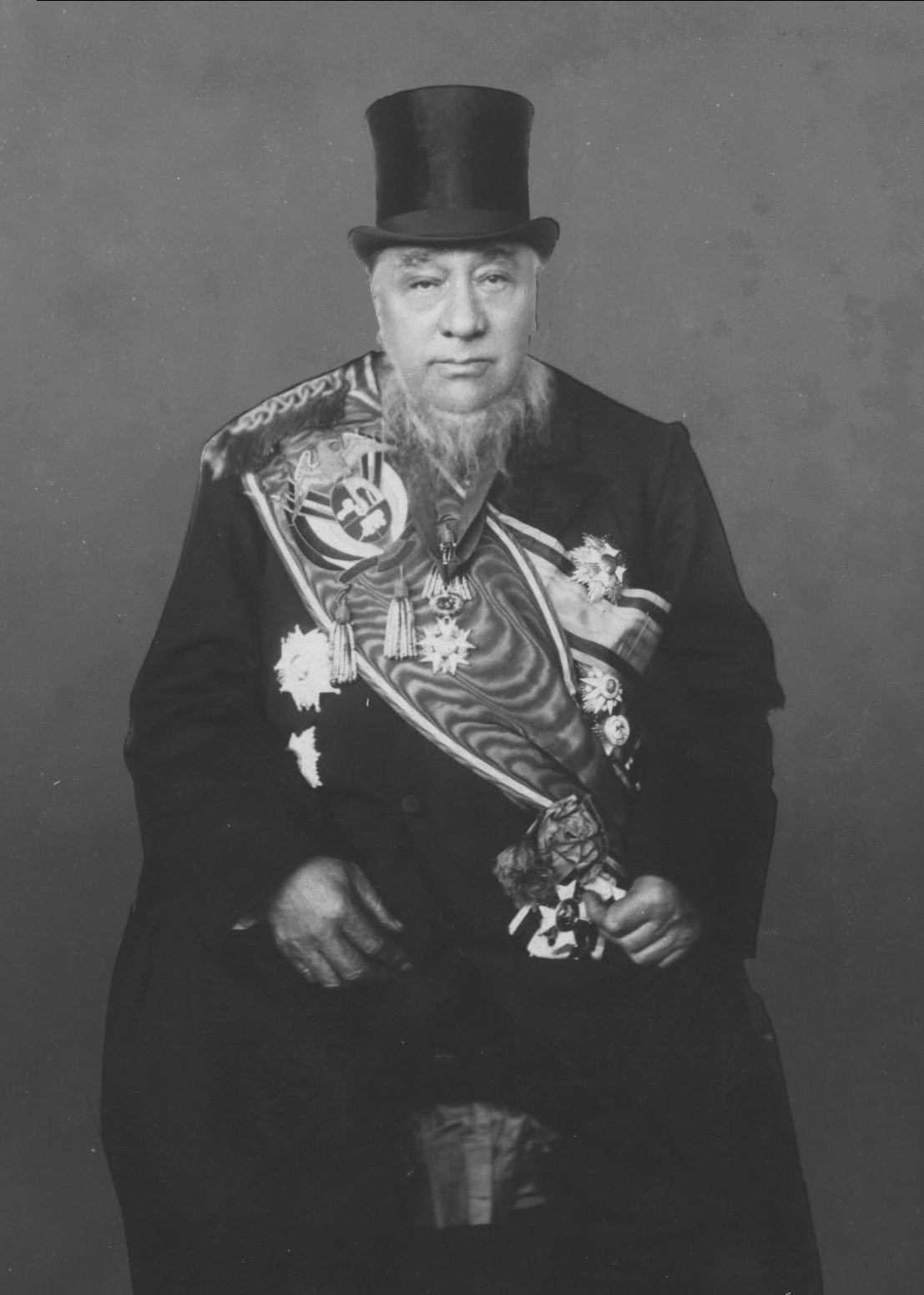
Paul Kruger

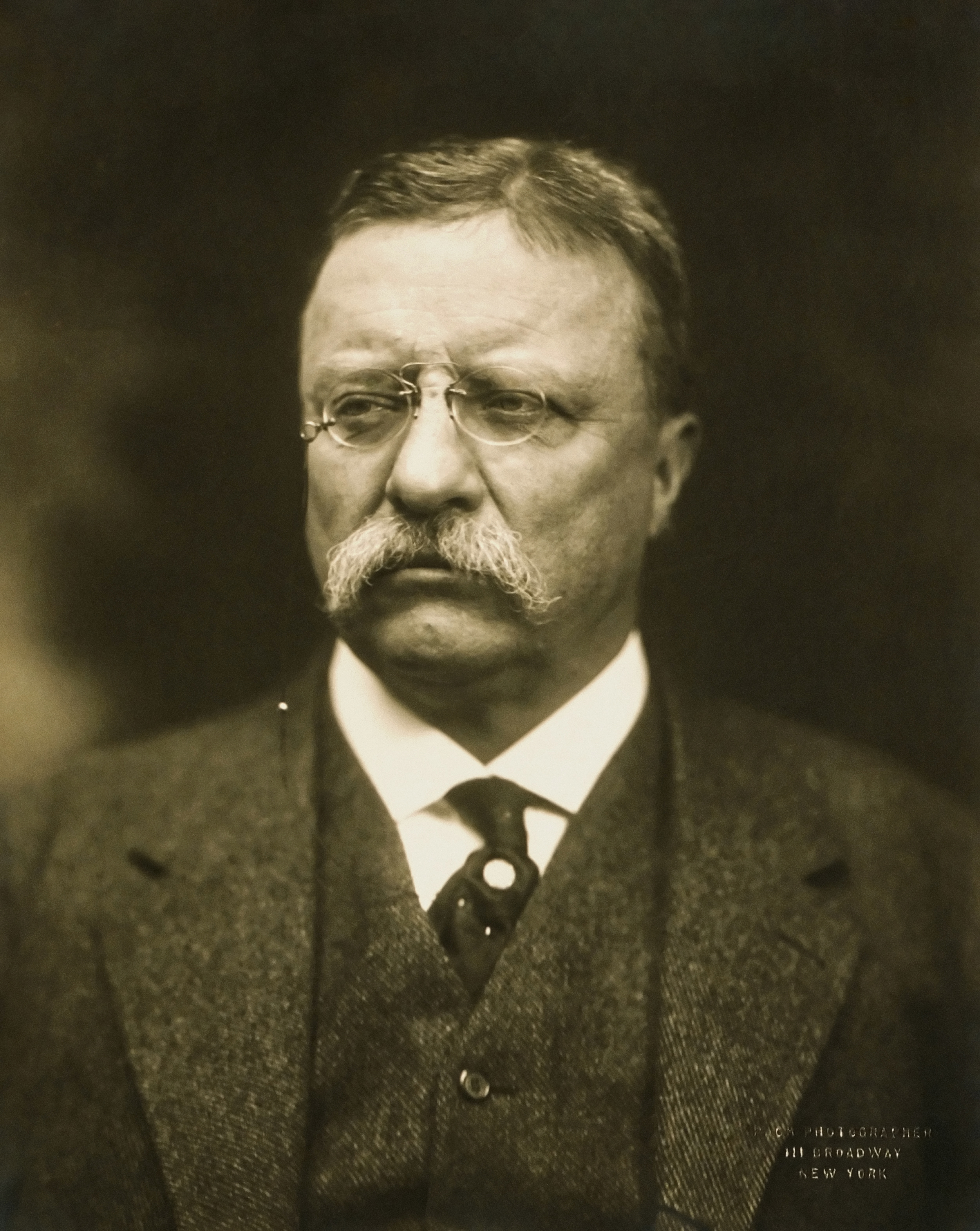
Theodore Roosevelt

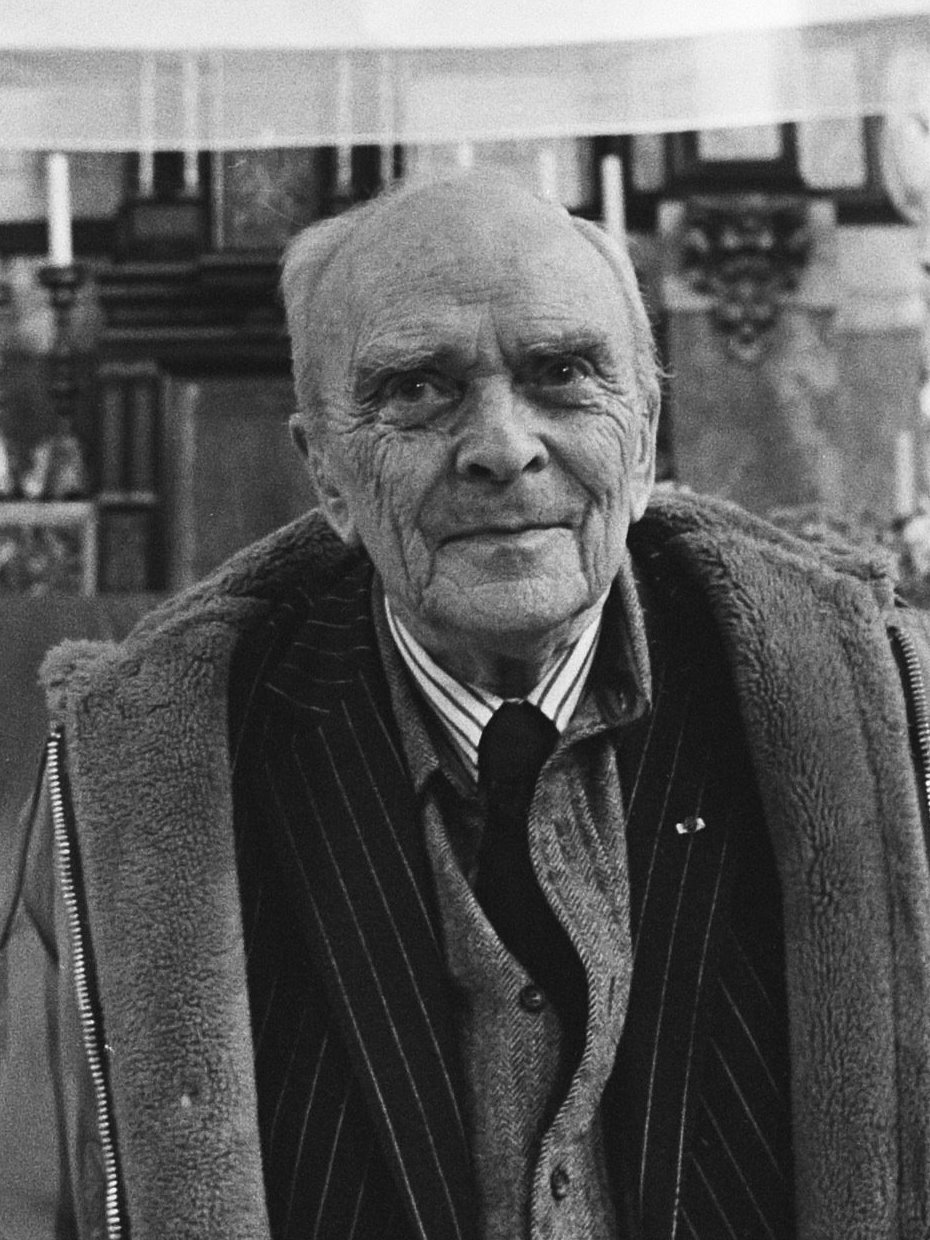
Seán MacBride

Wydarzenia polityczne w 1904 roku.

## Styczeń
- 26 stycznia – urodził się Seán MacBride, irlandzki polityk, minister spraw zagranicznych Republiki Irlandii, przewodniczący Amnesty International, laureat Pokojowej Nagrody Nobla i Międzynarodowej Leninowskiej Nagrody Pokoju[1].

## Luty
- 8 lutego – flota japońska zaatakowała rosyjskie okręty stacjonujące w Port Artur[2].
- 10 lutego – Japonia oficjalnie wypowiedziała wojnę Rosji[3].
- 22 lutego – urodził się Franz Kutschera, funkcjonariusz nazistowski, SS-Brigadeführer, inicjator wielu zbrodni wojennych[4].

## Marzec
- 4 marca:
  - zmarł Joseph William Trutch, kanadyjski inżynier i polityk[5].
  - urodził się Luis Carrero Blanco, hiszpański polityk[6].
- 7 marca – zmarł Augustus Loftus, brytyjski dyplomata[7].
- 14 marca – w Petersburgu podpisano wielostronne porozumienie o wspólnej walce z ruchem anarchistycznym. Umowę podpisali: Austro-Węgry, Bułgaria, Dania, Niemcy, Norwegia, Rosja, Rumunia, Serbia, Szwecja i Turcja. Porozumienie przewidiwało wymianę informacji na temat anarchistów oraz międzynarodową współpracę w ich zwalczaniu[8].
- 17 marca – zmarł Gideon Curtis Moody, amerykański polityk[9].

## Kwiecień
- 8 kwietnia – Francja i Wielka Brytania zawarły entente cordiale (porozumienie serdeczne)[10].
- 26 kwietnia – zmarł John Kissig Cowen, amerykański polityk[11].

## Maj
- 1 maja – Japonia wkroczyła do Mandżurii.
- 14 maja – zmarł Karol Gustaw Manitius, superintendent generalny (biskup krajowy) Kościoła Ewangelicko-Augsburskiego[12].

## Czerwiec
- 6 czerwca – urodził się Heinrich von Brentano, minister spraw zagranicznych Republiki Federalnej Niemiec[13].
- 15 czerwca – w Warszawie odbyły się demonstracje przeciwko rządom cara i powoływaniu do wojska polskiej młodzieży[8].
- 16 czerwca – fiński nacjonalista Eugen Schauman zabił generała-gubernatora autonomicznego Wielkiego Księstwa Finlandii Nikołaja Bobrikowa[8].

## Lipiec
- 11 lipca – Juliusz Leo został prezydentem Krakowa[14].
- 14 lipca – zmarł Paul Kruger, prezydent Republiki Południowoafrykańskiej[15].
- 17 lipca – zmarł Wilhelm Marr, niemiecki anarchista[16].
- 28 lipca – w Moskwie w zamachu bombowym przeprowadzonym przez eserowców zginął minister spraw wewnętrznych Rosji Wiaczesław Plehwe[8].

## Sierpień
- 10 sierpnia – władzę pruskie wydały tzw. ustawę osadniczą, na mocy której wymagana była zgoda na budowę nowego domu i zabudowy gospodarczej. Ustawa miała za zadanie zmusić Polaków do pozbywania się gruntów na rzecz Niemców. Przeciwko ustawie wystąpił Michał Drzymała, który na znak protestu zamieszkał w wozie cyrkowym[8].
- 14 sierpnia – Ismael Montes został prezydentem Boliwii[17].
- 14–20 sierpnia – w Amsterdamie odbył się VI Kongres II Międzynarodówki[8].
- Niemcy zdusiły powstanie plemienia Hererów w południowej Afryce, zwyciążając w bitwie pod Waterbergiem[18].

## Wrzesień
- Japonia zwycięsko zakończyła zbrojny konflikt w Mandżurii.

## Październik
- 1 października – zmarł William Vernon Harcourt, brytyjski prawnik i polityk[19].
- 4 października – Holandia i Portugalia podpisały porozumienie w sprawie granicy na wyspie Timor[8].
- 7 października – Francja i Hiszpania podpisały umowę w sprawie Maroka. Hiszpania uzyskała zwierzchność nad okręgiem Rif, a Francja objęła kontrolą pozostałą część kraju (formalnie Maroko zachowało niezależność)[8].
- 15 października – rządy Austro-Węgier i Rosji wydały oświadczenie o „wzajemnej neutralności w razie niesprowokowanej wojny”[8].
- Pokojową Nagrodę Nobla otrzymał Instytut Prawa Międzynarodowego[8].

## Listopad
- 8 listopada – Theodore Roosevelt wygrał wybory prezydenckie w Stanach Zjednoczonych[20].
- 28 listopada – urodził się James Eastland, amerykański polityk[21].

## Grudzień
- 6 grudnia – wskutek blokady Wenezueli przez floty Niemiec, Wielkiej Brytanii i Włoch prezydent USA Theodore Roosevelt uzupełnił doktrynę Monroego, odmawiając państwom europejskim prawa do mieszania się w sprawy Ameryki Łacińskiej.